# Megalapura, Malavalli
Megalapura là một làng thuộc tehsil Malavalli, huyện Mandya, bang Karnataka, Ấn Độ.